# 乱暴と待機 (曲)
「乱暴と待機」 (らんぼうとたいき) は、相対性理論と大谷能生の1枚目のシングル。2010年9月29日にメディアファクトリーから発売された。

## 概要
- 表題曲「乱暴と待機」は、映画『乱暴と待機』の主題歌として起用された[1]。
- カップリング曲の「Summer Of Nowhere」は劇中歌、「幽谷」はオープニングテーマとして起用された[2]。
- CDの他に、映画『乱暴と待機』の監督でもある冨永昌敬が監督を務めたミュージックビデオ等が収録されたDVDが付属している[1]。
- ジャケットのデザインはヱヴァンゲリヲン新劇場版シリーズの監督を務める鶴巻和哉が、相対性理論のボーカルのやくしまるえつこをモデルに描き下ろしたもの[3]。

## 収録曲
CD
1. 乱暴と待機 [3:43] - 作詞：ティカ・α、作曲：大谷能生
2. Summer Of Nowhere [3:37] - 作詞作曲：大谷能生、安川一志、八品幸史郎
3. 幽谷 (instrumental / Opening Theme) [1:43]
4. 乱暴と待機 (大谷能生Self-Remix Ver) [4:17]

DVD
1. 乱暴と待機 ミュージックビデオ
2. 映画『乱暴と待機』予告編